# Scorched Earth (videójáték)
A Scorched Earth egy népszerű, szabadon másolható (shareware) stratégiai, ezen belül tüzérségi videójáték. A DOS korszakban fejlesztett, eredetileg Wendell Hicken által (Borland C++ és Turbo Assemblerben) megírt, kétdimenziós, körökre osztott harckocsis játékban a játékosok minden kör elején beállíthatják a harckocsi lövegtornyának szögét és erejét.

## Leírás
A Scorched Earth (‘felperzselt föld’) egyike a sok „körökre osztott tüzérségi játéknak”. Ilyenek voltak az első, nagyszámítógépre írt, elektromechanikus írógéppel megjeleníthető játékok. A különböző fegyverek és erőnövelők tömkelegével kiadott Scorched Earth kategóriája őstípusának tekinthető.
Jelmondata – „Minden játék anyja” – 1991-ből származik: az Öbölháború alatt Szaddám Huszein azzal fenyegette az Egyesült Államokat, hogy ha iraki földre lépnek, az lesz „Minden ütközet anyja”.
A játék sokrétűen testre szabható, állítható a gravitáció és a szél, a költőpénz és a meteorzuhatagok gyakorisága, de hasonlóan nagy a választék a különböző nehezítésekből, amik mindig újabb helyzetet teremtenek.
A játékmenet testreszabásán kívül a kreatívabb felhasználók a TALK1.CFG és TALK2.CFG sima szöveges fileokat átírva megváltoztathatják, vagy lefordíthatják a mesterséges intelligencia tüzeléskor képernyőre kiírt csatakiáltását (Elpusztítom az alávaló harckocsid!), vagy utolsó szavait (Vonulj be és láss világot, mi?).
Az apró rakétáktól az önállóan célra irányítható többszörös robbanófejeken át a nukleáris fegyverekig minden fegyver megtalálható a játékban. Minden fegyverre fejleszthető nyomkövető, ami a következő körben leadott lövésünk pontosságát növeli. A hagyományos robbanófejeken kívül elérhető még napalm, vannak vadul pattogó bombák vagy föld-fegyverek, amik szó szerint föld alá temetik a többi harckocsit, vagy kicsúsztatják a lábuk alól a talajt. Hogy kiszabaduljanak, a föld alá temetett harckocsiknak, ki kell tüzelniük magukat, ami folyamat közben meg is sérülhetnek; a túl nagyot zuhanó harckocsi meg is semmisülhet. Új taktikai távlatokat nyitnak a különböző felszerelések, az elhárító pajzs, az akkumulátor és a harckocsi ejtőernyő, amik még a legbizarrabb fegyver bevetése esetén is jócskán megnehezítik az ellenfél megsemmisítését.
A lövedékek röppályáját megváltoztathatja a szél, befolyásolhatják a pajzsok és a vezető rendszerek, és a lövedéknek néha lehetnek véletlen hatásai is. A falak visszapattinthatják, körbe küldhetik vagy figyelmen kívül is hagyhatják lövedékeinket, csakúgy, mint a plafon. Ahogy a játékosok – és ellenfeleik – a játékban haladnak, egyre jobb fegyverek vásárlására nyílik lehetőségük.
A játékot egyszerre kilenc másik személlyel vagy a gép által irányított játékosokkal játszhatjuk. A játék nehézségi fokát a különböző ügyességű ellenfelek beállításával variálhatjuk. Az MI akkor is tovább csatázik a Scorched Earthben, ha a játékosok által irányított harckocsik megsemmisülnek.
Ebből a korszakból ismerős még a hasonló Tank Wars játék, és a Commodore Amigára kiadott Scorched Tanks. A Tank Warst egy évvel a Scorched Earth megjelenése előtt írta Kenny Morse, 1990-ben. A Commodore saját oktatási szoftvercsomagjában szintén kiadott egy Artillery című változatot.

## Változatok
Több változata ismert, a legkorábbi az 1.0b jelzésű, ahol a „b” valószínűleg bétát jelent. A nyilvános változatok az 1.0, 1.1, 1.2 és végül az 1995-ben kiadott 1.5.
Az 1.0b annak ellenére, hogy kinézetében hasonlít a későbbi változatokhoz, a teljesen eltérő belső menürendszerrel rendelkezik. Kevésbé sokrétűen állítható és még olyan MI ellenfél elnevezéseket tartalmaz, mint a „Rifleman” vagy „Twanger”, (amik a kicsit korábban kiadott Tank Wars azonos MI megnevezései miatt lettek végül átnevezve).
Az első szabadon másolható változat, a kinézetében a ma már jól ismert Scorched Earthöt idéző 1.0 .
Az 1.1-es változatba sok más dolog mellett bekerültek különböző fegyverek, pl. napalm, nyomkövető-füst és folyékony föld, valamint a botkormány támogatás és két új halál-animáció. Az 1.1-es változatba – egy később megjelenő hálózati játékmenet hozzáadásának reményében – egy modem ikon is bekerült, de a játék sosem rendelkezett ezzel a funkcióval.
A közel egy évvel később, 1992-ben, kiadott 1.2-es változatba több kisebb újítás mellett bekerült két új halál animáció és az együttes-lövés mód is. Az 1.21 és 1.22-es változatok csak nagyon apró frissítéseket tartalmaztak, és a dokumentációjukon kívül mindenhol 1.2 néven futottak. 1993 elején adták ki az 1.23-as változatot, ami 1.23 néven azonosította magát.
Az utolsó (1.50) változat egészen 1995-ig nem került kiadásra. Az 1.5-ből kikerült a regisztráció lehetősége, helyette az ingyenesen másolható változatot adták ki, míg a regisztrált változathoz kizárólag postai úton lehetett hozzájutni. A regisztrált változatban a játékos használhatta a három tornyos harckocsit és kivették belőle a shareware emlékeztetőket. Ebben a változatban kerültek bevezetésre lézerek és SuperMag pajzsok, valamint néhány új égbolt és terep.

## Scorched Earthnapjainkban
Számos utánzatát gyártották (és gyártják), mint például az Atomic Tanks, a Nasty Armoured Tanks of War, a xscorch (Open Source klón), a Scorched 3D, amikben csak a grafikát és a játékmenetet igazították a mai kor ízléséhez, vagy a teljesen új megközelítésű, egyedi grafikájú Charred Dirt 1999-ben adták ki a Scorched Earth 2000 Java-klónját, ami böngészőből fut és többjátékos módot is támogat Ezenkívül létezik még számos változata, mint pl. a WarheadsSE, ahol a játékosok bolygók közt csatáznak, lövedékeikre pedig a bolygók gravitációja is hatással van.
A játék eredeti készítője 2005 decemberében utalt rá, hogy hamarosan többet is megtudunk egy hivatalos változatról. Ezt 2006 februárjában blogjában is említette. Ez feltehetőleg azzal a "Scorched Earth Projecttel" hozható kapcsolatba, amit a fejlesztő 2006 márciusában szintén blogjában említett.
A Scorched 3D minden tekintetben hű az eredetihez, a gazdasága, a fizikája, a fegyverek és a környezet is az eredeti szakasztott mása. Teljes hálózati támogatással rendelkezik, van benne felügyelet mentes szerver és szerver kereső is.
Wendell Hicken hivatalos oldaláról tömörítve tölthető le a Scorched Earth összes eredeti regisztrált változata (az összes ismert változat, az 1.0b-t leszámítva). A zippelt fileban található még egy .MTN szerkesztő, amivel saját terepet készíthetünk, illetve az 1.5 egy HTML formátumú kézikönyve is. Az oldal 2012 augusztusáig biztosított diák licencet a játékosoknak.

## Fogadtatás
1993-ban a Computer Gaming Worldben azt írták a Scorched Earthről, hogy „ez a legtöbbféleképpen alakítható tüzérségi játék, amivel valaha találkoztak... a legélvezetesebb és függőséget okoz”, valamint „elég jó” SVGA grafikája van. A magazin szerint a játék „jó vétel, a csekély” 10 dolláros árért.

## Lásd még
- Scorched 3D, a Scorched Earth körökre osztott és valós idejű játékmódot is tartalmazó 3D utánzata
- Scorched Tanks, a Scorched Earth által inspirált játék Amigára
- Death Tank, hasonló játék, de valós idejű játékmenettel
- Tyrian, amiben a „Destruct” minijáték található